# San Vicente (Palawan)
San Vicente is een gemeente in de Filipijnse provincie Palawan. Bij de laatste census in 2007 had de gemeente ruim 25 duizend inwoners.

## Geografie

### Bestuurlijke indeling
San Vicente is onderverdeeld in de volgende 10 barangays:
| - Alimanguan - Binga - Caruray - Kemdeng - New Agutaya | - New Canipo - Port Barton - Poblacion - San Isidro - Santo Niño |

## Demografie
San Vicente had bij de census van 2007 een inwoneraantal van 25.218 mensen. Dit zijn 3.564 mensen (16,5%) meer dan bij de vorige census van 2000. De gemiddelde jaarlijkse groei komt daarmee uit op 2,12%, hetgeen hoger is dan het landelijk jaarlijks gemiddelde over deze periode (2,04%). Vergeleken met de census van 1995 is het aantal mensen met 5.769 (29,7%) toegenomen.

De bevolkingsdichtheid van San Vicente was ten tijde van de laatste census, met 25.218 inwoners op 1462,94 km², 13,3 mensen per km².